# Osteocephalus oophagus
Osteocephalus oophagus là một loài ếch thuộc họ Hyperoliidae.
Loài này có ở Brasil, Colombia, Guyane thuộc Pháp, và có thể cả Suriname.
Môi trường sống tự nhiên của chúng là rừng ẩm vùng đất thấp nhiệt đới hoặc cận nhiệt đới.